# Множинна ендокринна неоплазія
Множинна ендокринна неоплазія  (МЕН) — це хвороба, що характеризуються одночасною наявністю новоутворень (як злоякісних, так і доброякісних) в декількох ендокринних залозах.

## Термінологія
Діагноз МЕН встановлюється за умови наявності двох або більше ендокринних новоутворень та наявність змін в генетичному апараті пацієнта.
Термін МЕН було запропоновано в 1968 році, але найперший опис хвороби був опублікований в 1903 році.

## Історія відкриття
- В 1903 році вчений Ердгайм (Erdheim) описав випадок акромегалії у пацієнта з аденомою гіпофіза та трьома збільшеними паращитоподібними залозами.
- В 1953 Underdahl та співавт. опублікували серію випадків, де були описані 8 пацієнтів з аденомами гіпофіза, паращитоподібної та підшлункової залоз.
- В 1954 Wermer показав, що цей синдром характеризується домінантним типом передачі генетичної інформації.
- В 1959 Hazard та співавт. описав медулярний рак щитоподібної залози.
- В 1961 Sipple описав хворобу, при якій комбінуються феохромоцитома, медулярна карцинома щитоподібної залози та аденома паращитоподібної залози.
- В 1966 Williams та співавт. описав хворобу, при якій утворюються підслизові невриноми, феохромоцитома, медулярна карцинома щитоподібної залози.
- В 1968 Steiner та співавт. запропонував термін «Множинна ендокринна неоплазія» (МЕН) для визначення розладів, при яких є комбінація ендокринних пухлин.
- В 1974 Sizemore та співавт. показав, що категорія МЕН-2 охоплює дві підгрупи з медулярним раком та феохромоцитомою: одна підгрупа має аденому паращитоподібної залози (МЕН-2A), на відміну від другої, де мають місце мезодермальні аномалії (МЕН-2Б).
- В 1988 було визначено локус гена МЕН1 на 11-й хромосомі (11q13) шведською групою дослідників.[2]
- В 1993 було клоновано та пов'язано протоонкоген RET з МЕН-2.[3]
- В 1998 було клоновано ген MEN1.[4]

## Порівняльна характеристика МЕН
Проценти в дужках демострують поширеність певного типу неоплазії у пацієнтів з МЕН.
| Ознака                              | МЕН 1                                                      | МЕН 2          | МЕН 2                                                | МЕН 2       |
| Ознака                              | МЕН 1                                                      | МЕН2A          | МЕН2Б                                                | ФМРЩ        |
| ----------------------------------- | ---------------------------------------------------------- | -------------- | ---------------------------------------------------- | ----------- |
| Епонім                              | Синдром Вермера                                            | Синдром Сіппла | (різні)                                              | (відсутній) |
| OMIM                                | 131100                                                     | 171400         | 162300                                               | 155240      |
| Пухлини підшлункової залози         | Гастрінома (50%) Інсулінома (20%) ВІПома Глюкагонома ППома | -              | -                                                    | -           |
| Аденома гіпофіза                    | 66%                                                        | -              | -                                                    | -           |
| Ангіофіброма                        | 64%*                                                       | -              | -                                                    | -           |
| Ліпома                              | 17%*                                                       | -              | -                                                    | -           |
| Гіперплазія паращитоподібної залози | 90%                                                        | 50%            | -                                                    | -           |
| Медулярний рак щитоподібної залози  | -                                                          | 100%           | 85%                                                  | 100%        |
| Феохромоцитома                      | -                                                          | >33%           | 50%                                                  | -           |
| Марфаноїдний габітус                | -                                                          | -              | 80%                                                  | -           |
| Підслизова невринома                | -                                                          | -              | 100%                                                 | -           |
| Гени                                | MEN1                                                       | RET            | RET                                                  | RET NTRK1   |
| Захворюваність                      | 1 на 35 000 (від 1 на 20 000 до 1 на 40 000)               | 1 на 40 000    | 1 на 1 000 000 (від 1 на 600 000 до 1 на 4 000 000), |             |
| Вперше описано (рік)                | 1954                                                       | 1961           | 1965                                                 |             |

* = пацієнти з МЕН-1 та гастриномою; ФМРЩ = фамільний медулярний рак щитоподібної залози.